# هيلين ويلسون
هيلين ويلسون (بالإنجليزية: Helen Mary Wilson)‏ هي مؤرخة نيوزيلندية، ولدت في 4 مايو 1869، وتوفيت في 16 أبريل 1957.